# Omar Kezzal
 (janvier 2012).
Si vous disposez d'ouvrages ou d'articles de référence ou si vous connaissez des sites web de qualité traitant du thème abordé ici, merci de compléter l'article en donnant les références utiles à sa vérifiabilité et en les liant à la section « Notes et références ».
 (janvier 2015).
Omar Kezzal, né le 8 mai 1935 à El Biar (Alger) et décédé le 8 janvier 2012 à Dely Ibrahim (Alger), fut le secrétaire général de la Fédération algérienne de football (FAF) dans les années 1970 et son président à trois reprises, premièrement de 1982 à 1984, ensuite de 1989 à 1992 et finalement de 2000 à 2001.

## Biographie
Surnommé Monsieur Football, à cause de ses grandes connaissances en la matière, ses trois mandats en tant que président de la FAF furent couronnés de grandes réussites pour le football algérien et africain
Durant son premier mandat comme président de la fédération algérienne algérienne de football de 1982-1984, Il a terminé ce premier  mandat par l'obtention de la troisième place sur le podium de la CAN en 1984 avec une participation sans défaite de l’Algérie qui avait raté la qualification à la finale aux tirs au but face au Cameroun, vainqueur de la compétition.
Son deuxième mandat fut couronné par de grandes réussites, entre autres trois titres internationaux pour l'Algérie. Il y eut l’accession du MC Oran en finale de la Coupe d’Afrique des clubs champions, le premier sacré continental en Coupe d’Afrique des nations dans toute l'histoire du football algérien en 1990 à Alger, la Coupe d’Afrique des clubs champions remportée par la JS Kabylie et encore un autre titre international, la Coupe afro-asiatique remportée contre le champion d'Asie, l'Iran.
Ces trois mandats firent de lui le président de la FAF le plus titré du football algérien[réf. nécessaire]. Il fut aussi le premier président de la FAF à avoir été élu par la voie des urnes lors du processus démocratique lors des instances sportives en 1989[réf. nécessaire].
Il a reçu l’ordre du mérite de la confédération  africaine de football  (CAF) pour services rendus au football africain.
Il a été membre de la Commission de Recours de 1990 à 1998, de la Commission de Questions Juridiques de 1998 à 2002, puis à nouveau de la Commission de Recours de 2002 à 2003 de la fédération international de football association ( FIFA) ,
Il a aussi, en outre, été un cadre supérieur du secteur des postes et télécommunications et a contribué à l’informatisation des chèques postaux en Algérie.